# Carex parviflora
Carex parviflora är en halvgräsart som beskrevs av Nicolaus Thomas Host. Carex parviflora ingår i släktet starrar, och familjen halvgräs. Inga underarter finns listade i Catalogue of Life.

## Bildgalleri

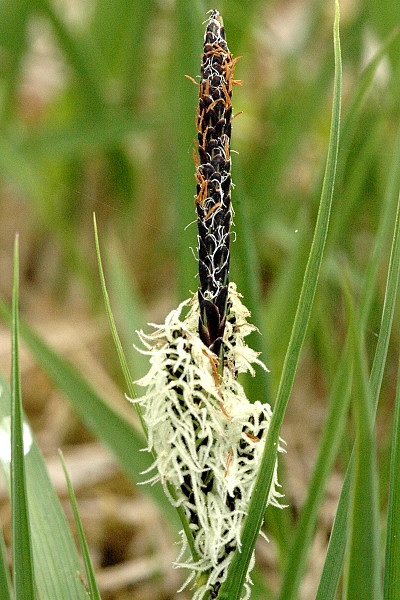
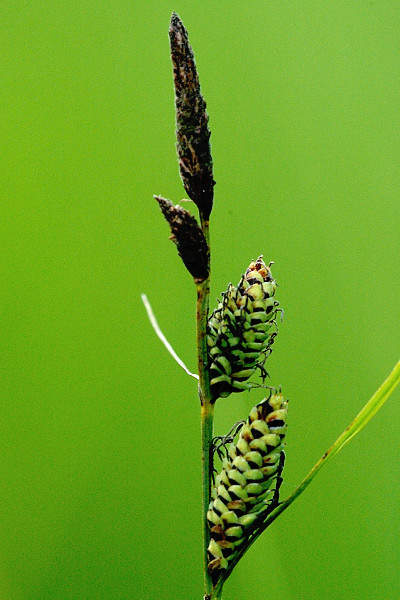
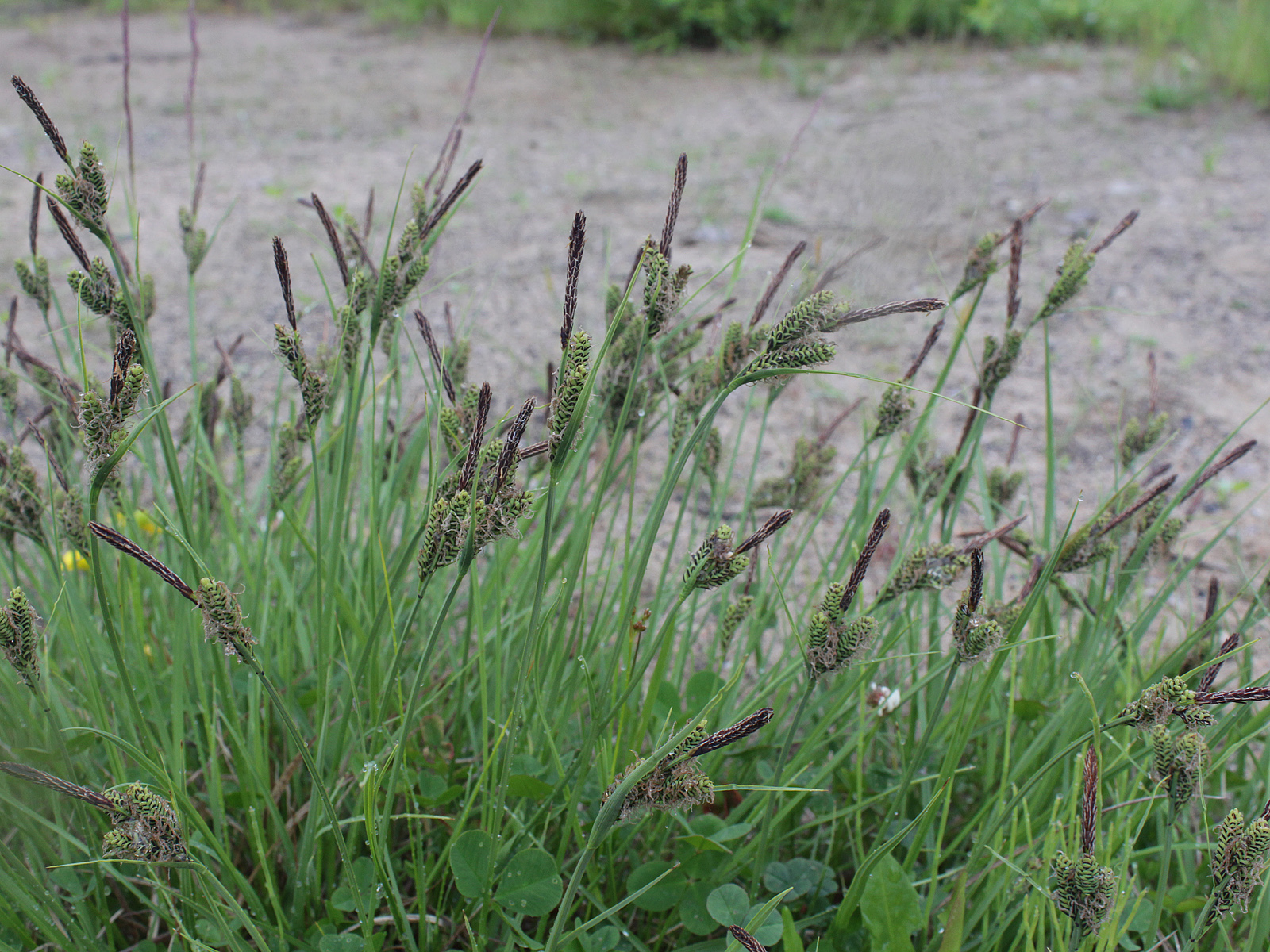
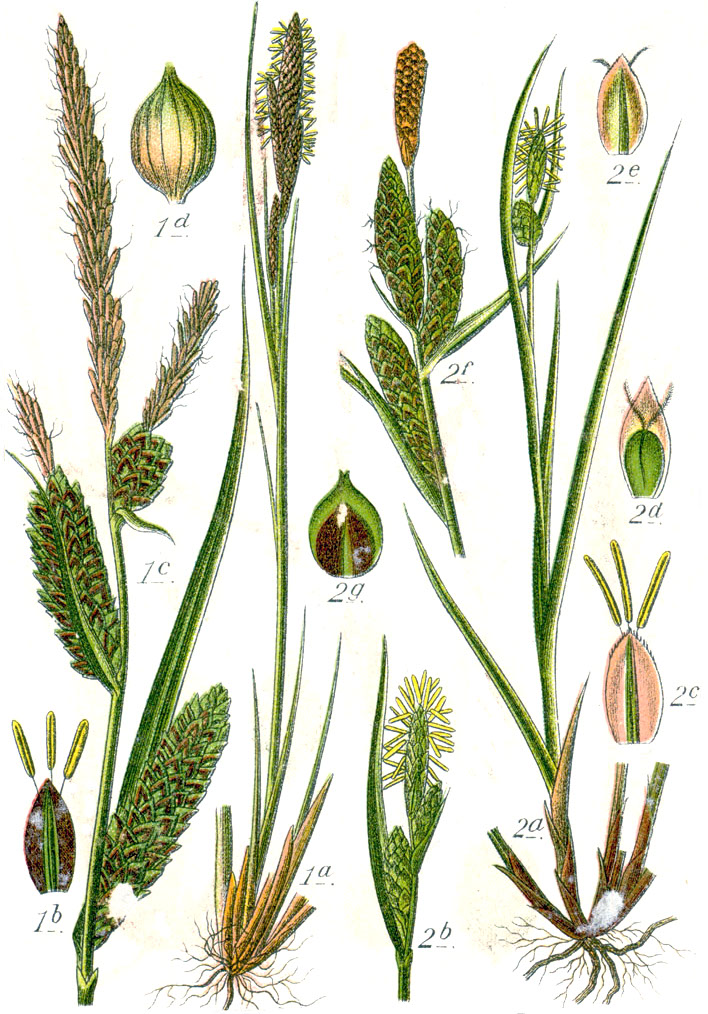